# Zhang Mengyu
Zhang Mengyu (11 de agosto de 1998) es una deportista china que compite en taekwondo.
Ganó dos medallas en el Campeonato Mundial de Taekwondo, oro en 2019 y bronce en 2017, y una medalla de oro en el Campeonato Asiático de Taekwondo de 2018. Participó en los Juegos Asiáticos de 2018, obteniendo una medalla de bronce en la categoría de –67 kg.

## Palmarés internacional
| Campeonato Mundial  | Campeonato Mundial           | Campeonato Mundial | Campeonato Mundial |
| Año                 | Lugar                        | Medalla            | Categoría          |
| ------------------- | ---------------------------- | ------------------ | ------------------ |
| 2017                | Muju (Corea del Sur)         | Medalla de bronce  | –67 kg             |
| 2019                | Mánchester (Reino Unido)     | Medalla de oro     | –67 kg             |
| Juegos Asiáticos    |                              |                    |                    |
| Año                 | Lugar                        | Medalla            | Categoría          |
| 2018                | Yakarta (Indonesia)          | Medalla de bronce  | –67 kg             |
| Campeonato Asiático |                              |                    |                    |
| Año                 | Lugar                        | Medalla            | Categoría          |
| 2018                | Ciudad Ho Chi Minh (Vietnam) | Medalla de oro     | –62 kg             |